# چیراکو د میتا
چیراکو د میتا (ایتالیایی: Ciriaco De Mita؛ زادهٔ ۲ فوریهٔ ۱۹۲۸ – درگذشتهٔ ۲۶ مهٔ ۲۰۲۲) سیاستمدار اهل ایتالیا بود که از تاریخ  ۱۳ آوریل ۱۹۸۸ تا تاریخ  ۲۲ ژوئیه ۱۹۸۹ سمت نخست وزیری، از تاریخ  ۲۹ ژوئیه ۱۹۷۶ تا تاریخ ۲۰ مارس ۱۹۷۹ سمت وزارت تعاون ایتالیای جنوبی، از تاریخ  ۲۳ نوامبر ۱۹۷۴ تا تاریخ ۲۹ ژوئیه ۱۹۷۶ سمت وزارت تجارت خارجی و از تاریخ ۷ ژوئیهٔ ۱۹۷۳ تا تاریخ  ۲۳ نوامبر ۱۹۷۴ سمت وزارت توسعه اقتصادی ایتالیا را برعهده داشت.
چیراکو د میتا همچنین از ۲۰۰۹ تا ۲۰۱۳ عضو پارلمان اروپا بود.
چیراکو د میتا در ۲۶ مهٔ ۲۰۲۲، در سن ۹۴ سالگی درگذشت.